# Поздняя Янь
Поздняя Янь (кит. упр. 后燕, пиньинь Hòu Yàn) — одно из 16 варварских государств, возникших в конце IV века после распада царства Ранняя Цинь. Существовало в 384—409 годах.
Поздняя Янь считается сяньбийским государством, так как основателем её был некий Мужун Чуй — вождь одного из сяньбийских племен. Столицей этого царства был город Чжуншань.
В 401 году правителем стал Мужун Си. Он плохо управлял государством. В 407, во время похорон императрицы, во дворце произошёл переворот, спланированный Фэн Ба. На престол возвели Гао Юня, Мужун Си был убит. В 409 Гао Юнь был убит охраной. Фэн Ба стал императором и помирился с Цзинь и жужанями. Фэн Ба уничтожил мужунов и провозгласил Северную Янь.

## Императоры Поздней Янь
| Храмовое имя (廟號 miàohào)                            | Посмертное имя (諡號/謚號shìhào) | Фамилия (姓 xìng) и имя                                          | Годы правления | Девиз правления (年號 niánhào) и годы                              |
| ------------------------------------------------------ | -------------------------------- | ---------------------------------------------------------------- | -------------- | ------------------------------------------------------------------ |
| Исторически наиболее используемая форма: фамилия и имя |                                  |                                                                  |                |                                                                    |
| Ши-цзу 世祖 Shìzǔ                                      | У Чэн-ди 武成 Wǔchéng            | Мужун Чуй 慕容垂 Mùróng Chuí                                     | 384—396        | - Яньван (燕王 Yànwáng) 384—386 - Цзяньсин (建興 Jiànxīng) 386—396 |
| Ле-цзун 烈宗 Lièzōng                                   | Хуэй Минь-ди 惠愍 Huìmǐn         | Мужун Бао 慕容寶 Mùróng Bǎo                                      | 396—398        | - Юнкан (永康 Yǒngkāng) 396—398                                    |
| неизвестно                                             | неизвестно                       | Лань Хань 蘭汗/兰汗 Lán Hàn                                      | 398            | - Цинлун (青龍/青龙 Qīnglóng) 398                                  |
| Чжун-цзун 中宗 Zhōngzōng                               | Чжао У-ди 昭武 Zhāowǔ            | Мужун Шэн 慕容盛 Mùróng Shèng                                    | 398—401        | - Цзяньпин (建平 Jiànpíng) 398 - Чанлэ (長樂 Chánglè) 399—401      |
| неизвестно                                             | Чжао Вэнь-ди 昭文 Zhaowén        | Мужун Си 慕容熙 Mùróng Xī                                        | 401—407        | - Гуанши (光始 Guāngshǐ) 401—406 - Цзяньши (建始 Jiànshǐ) 407      |
| неизвестно                                             | Хуэй Минь-ди 惠愍 Huìmǐn         | Мужун Юнь 慕容雲/慕容云 Mùróng Yún или Гао Юнь 高雲/高云 Gāo Yún | 407—409        | - Чжэнши (正始 Zhèngshǐ) 407—409                                   |